# Occhi di gatto (singolo)
Occhi di gatto è il diciottesimo singolo di Cristina D'Avena pubblicato nel 1985 e distribuito da C.G.D. Messaggerie Musicali S.p.A.

## Il brano
Occhi di gatto è una canzone incisa da Cristina D'Avena scritta da Alessandra Valeri Manera su musica e arrangiamento di Ninni Carucci e sigla dell'anime omonimo. La canzone venne successivamente adattata anche in lingua francese ma per la serie animata Hello! Sandybell dal titolo Sandy Jonquille. Sul lato B del singolo è incisa la versione strumentale della canzone.
La canzone negli anni è stata remixata due volte, prima nel 1995 e successivamente nel 2004. Nel 2010 è stata inoltre inclusa all'interno di un medley dell'artista.
Durante le ospitate a Colorado del 2016, Cristina D'Avena ha cantato diversi suoi pezzi uniti ad altre canzoni italiane o del panorama internazionale, per quanto riguarda Occhi di gatto è stata cantata con Up&Up dei Coldplay.
Il 27 dicembre 2021 la FIMI ha certificato il singolo disco d'oro per le sole vendite digitali e streaming.

## Tracce
- LP: FM 13099

Lato A
Edizioni musicali Canale 5 Music.
1. Cristina D'Avena – Occhi di gatto – 3:20 (testo: Alessandra Valeri Manera – musica: Carmelo Carucci)

Lato B
Edizioni musicali Canale 5 Music.
1. Occhi di gatto (strumentale) – 3:20 (musica: Carmelo Carucci)

## Produzione
- Alessandra Valeri Manera – Produzione artistica e discografica
- Direzione Creativa e Coordinamento Immagine Mediaset – Grafica

## Produzione musicale e formazione del brano

### Occhi di gatto
- Carmelo Carucci – arrangiamento, tastiere
- Piero Cairo – sintetizzatore
- Giorgio Cocilovo – chitarre
- Paolo Donnarumma – basso
- Flaviano Cuffari – batteria
- Claudio Pascoli – sassofono
- i Piccoli Cantori di Milano – cori
- Niny Comolli – direzione cori
- Laura Marcora – direzione cori

#### Occhi di gatto (Remix 1995)
- Euroline Music – produzione remix
- Giovanni Bianchi, Franco Vavassori, Silvano Ghioldo – arrangiamento

#### Occhi di gatto (Remix 2004)
- Factory Team, Fabio Turatti – produzione remix

#### Occhi di gatto (Up&Up Mash-Up)
- Rocco Tanica – adattamento testi
- Diego Maggi – arrangiamento

## Occhi di gatto(2017)
Occhi di gatto è l'ottantatreesimo singolo discografico di Cristina D'Avena con la partecipazione di Loredana Bertè, pubblicato nel 2017.

### Il brano
Occhi di gatto è il singolo che anticipa l'uscita dell'album da cui è estratto, Duets - Tutti cantano Cristina. Il singolo è una reinterpretazione del brano omonimo del 1985. A differenza del brano originale, questo presenta una chiusura non sfumata e un arrangiamento musicale completamente differente, che vede anche l'assenza del sassofono e del coro dei Piccoli Cantori di Milano.

### Tracce
Download digitale
Testi di Alessandra Valeri Manera, musiche di Carmelo Carucci.
1. Cristina D'Avena – Occhi di gatto (feat. Loredana Bertè) – 3:40

### Formazione
- Will Medini – arrangiamento, arrangiamento archi, tastiere
- Davide Tagliapietra – arrangiamento, chitarre, basso, programmazione

## Pubblicazioni all'interno di album e raccolte
Occhi di gatto è stata pubblicata all'interno di alcuni album e raccolte della cantante:
| Anno | Album                                                                           | Titolo                                                                          | Versione                                            |
| ---- | ------------------------------------------------------------------------------- | ------------------------------------------------------------------------------- | --------------------------------------------------- |
| 1985 | Fivelandia 3                                                                    | Occhi di gatto                                                                  | Versione originale                                  |
| 1987 | Cristina D'Avena con i tuoi amici in TV                                         | Occhi di gatto                                                                  | Versione originale                                  |
| 1987 | Fivelandia Collection                                                           | Occhi di gatto                                                                  | Versione originale                                  |
| 1987 | Fivelandia TV                                                                   | Occhi di gatto                                                                  | Videoclip utilizzato per la trasmissione televisiva |
| 1991 | I grandi successi di Fivelandia                                                 | Occhi di gatto                                                                  | Versione originale                                  |
| 1995 | Cristina D'Avena e i tuoi amici in TV 8                                         | Occhi di gatto                                                                  | Versione originale                                  |
| 1995 | Fivelandia 13                                                                   | Occhi di gatto                                                                  | Versione Remix 1995                                 |
| 1996 | Cristina D'Avena Dance                                                          | Occhi di gatto                                                                  | Versione Remix 1995                                 |
| 1997 | Cristina D'Avena Baby Mix                                                       | Occhi di gatto                                                                  | Versione Remix 1995                                 |
| 1997 | Un'avventura al giorno                                                          | Occhi di gatto                                                                  | Versione originale                                  |
| 2002 | Le canzoni più belle                                                            | Occhi di gatto                                                                  | Versione originale                                  |
| 2002 | Greatest Hits                                                                   | Occhi di gatto                                                                  | Versione originale                                  |
| 2003 | Greatest Hits - Volume 1                                                        | Occhi di gatto                                                                  | Versione originale                                  |
| 2003 | Cristina D'Avena e i tuoi amici in TV 16                                        | Occhi di gatto                                                                  | Versione originale                                  |
| 2004 | Cartoon Story                                                                   | Occhi di gatto                                                                  | Versione originale                                  |
| 2004 | Cartuno - Parte 4                                                               | Occhi di gatto                                                                  | Versione Remix 2004                                 |
| 2005 | Cartoon Parade                                                                  | Occhi di gatto                                                                  | Versione originale                                  |
| 2005 | Cartoonlandia Girls                                                             | Occhi di gatto                                                                  | Versione originale                                  |
| 2006 | Fivelandia 3 & 4                                                                | Occhi di gatto                                                                  | Versione originale                                  |
| 2006 | Cristina D'Avena Baby Mix                                                       | Occhi di gatto                                                                  | Versione Remix 1995                                 |
| 2006 | Fivelandia 3                                                                    | Occhi di gatto                                                                  | Versione originale                                  |
| 2007 | I nostri eroi                                                                   | Occhi di gatto                                                                  | Versione originale                                  |
| 2008 | Le canzoni di Nonna Pina Story                                                  | Occhi di gatto                                                                  | Versione originale                                  |
| 2008 | Cartoon Music Mania                                                             | Occhi di gatto                                                                  | Versione originale                                  |
| 2008 | Gormiti Compilation e i tuoi supereroi                                          | Occhi di gatto                                                                  | Versione originale                                  |
| 2009 | Cartoonlandia - Le basi musicali dei cartoni                                    | Occhi di gatto                                                                  | Base strumentale con coro                           |
| 2009 | Cristina for You                                                                | Occhi di gatto                                                                  | Versione originale                                  |
| 2010 | Matricole & Meteore - La compilation                                            | Medley M&M: Kiss Me Licia/Mila e Shiro due cuori nella pallavolo/Occhi di Gatto | Versione Medley Matricole & Meteore                 |
| 2011 | Cristina for You                                                                | Occhi di gatto                                                                  | Versione originale                                  |
| 2011 | Cristina D'Avena e le Supergirls                                                | Occhi di gatto                                                                  | Versione originale                                  |
| 2011 | Il meglio di Cristina D'Avena                                                   | Occhi di gatto                                                                  | Versione originale                                  |
| 2011 | Balla e canta con Nonna Pina                                                    | Occhi di gatto                                                                  | Versione Remix 2004                                 |
| 2012 | Bim Bum Bam Compilation                                                         | Occhi di gatto                                                                  | Versione originale                                  |
| 2012 | Il valzer del moscerino presenta - Cartuno Remix                                | Occhi di gatto                                                                  | Versione Remix 2004                                 |
| 2012 | 30 e poi... - Parte prima                                                       | Occhi di gatto                                                                  | Versione originale                                  |
| 2015 | Fivelandia Story                                                                | Occhi di gatto                                                                  | Versione originale                                  |
| 2015 | Cristina D'Avena                                                                | Occhi di gatto                                                                  | Versione originale                                  |
| 2016 | #le sigle più belle                                                             | Occhi di gatto                                                                  | Versione originale                                  |
| 2016 | –                                                                               | Occhi di gatto (Up&Up Mash-Up)                                                  | –                                                   |
| 2017 | I grandi classici - Le sigle storiche dei cartoni di Canale 5, Italia 1, Rete 4 | Occhi di gatto                                                                  | Versione originale                                  |
| 2017 | Duets - Tutti cantano Cristina                                                  | Occhi di gatto                                                                  | Versione 2017 in duetto con Loredana Bertè          |
| 2018 | Le più belle sigle TV di Bim Bum Bam                                            | Occhi di gatto                                                                  | Versione originale                                  |
| 2018 | Duets + Duets Forever – Tutti cantano Cristina                                  | Occhi di gatto                                                                  | Versione 2017 in duetto con Loredana Bertè          |
| 2018 | Fivelandia Reloaded - Volume 3                                                  | Occhi di gatto                                                                  | Versione originale                                  |